# Le Voleur et la Menteuse
Pour plus de détails, voir Fiche technique et Distribution.
Le Voleur et la Menteuse est une comédie française de Paul Boujenah sorti en 1994 dans les salles.

## Fiche technique
- Autre titre : The Thief and the Liar
- Réalisateur et scénariste : Paul Boujenah
- Assistant réalisateur : Simon Lelouch
- Décors : Laurent Tesseyre
- Costumes : Mimi Lempicka
- Photographie : Philippe Pavans de Ceccatty
- Montage : Hélène de Luze
- Musique : Francis Lai
- Producteur : Tania Zazulinsky
- Sociétés de production :  Les Films 13, Les Films Tapon
- Société de distribution : Bac Films
- Tourné en France
- Format : couleur - son Dolby
- Genre : comédie

## Distribution
- Mathilda May : Suzanne Henson
- Gérard Darmon : Paul Salomon
- Philippe Léotard : Jeff
- Nathalie Cerda : Solange
- Jacques Bonnot : Restaurant Owner
- Christian Charmetant : Le metteur en scène Simon
- Charles Gérard : Charlot
- Antoine Duléry :
- Virginie Darmon :